# Wybory parlamentarne we Włoszech w 1994 roku
Wybory parlamentarne we Włoszech w 1994 roku odbyły się 27 i 28 marca 1994. W ich wyniku wybrano członków Izby Deputowanych i Senatu XII kadencji. Były to wybory przedterminowe, przeprowadzone dwa lata po wyborach do parlamentu XI kadencji.

## Tło wyborów
Potrzeba kolejnych wyborów wynikała z kryzysu politycznego, który dotknął włoską scenę polityczną. Seria ujawnianych afer korupcyjnych (tzw. Tangentopoli) z udziałem przedstawicieli tradycyjnych ugrupowań doprowadziła do poważnych przekształceń w dotychczasowym układzie partyjnym. Spośród współrządzących od 1980 ugrupowań koalicji Pentapartito rozwiązaniu uległy Chrześcijańska Demokracja i Partia Liberalna, pozostałe zaś (w tym Włoska Partia Socjalistyczna) marginalizacji. Spośród partii nierządzących zmiany jeszcze przed poprzednimi wyborami dotknęły Partię Komunistyczną, w trakcie XI kadencji doszło nadto do przekształceń we Włoskim Ruchu Społecznym. Na bazie dotychczasowych formacji powstawały nowe partie polityczne, skupiające zarówno dotychczasowych działaczy politycznych, jak i przyciągające nowe osobowości. Wśród tych ostatnich znalazł się mediowy magnat Silvio Berlusconi, który jesienią 1993 powołał Forza Italia (do której wstąpiło wielu chadeków, socjalistów i liberałów).
Uchwalona w trakcie XI kadencji parlamentu nowa ordynacja wyborcza do obu izb przewidywała po raz pierwszy wybory mieszane. W okręgach jednomandatowych wybierano 475 posłów i 232 senatorów. 155 członków Izby Deputowanych i 83 członków Senatu zostało wyłonionych proporcjonalnie. Przed wyborami główne siły polityczne zorganizowały się w bloki wyborcze, wystawiając wspólne listy w wyborach senackich oraz w wyborach większościowych do niższej izby parlamentu.
Centroprawica skupiła się wokół Silvia Berlusconiego i jego Forza Italia, z którą ścisłą współpracę nawiązało Centrum Chrześcijańsko-Demokratyczne (powstałe z chadecji), a także dwie nowe małe partie Unia na rzecz Centrum i Biegun Liberalno-Demokratyczny. W południowych regionach koalicja wspólnie z Sojuszem Narodowym wystartowała jako Biegun Dobrego Rządu, w północnych okręgach wyborczych razem z Ligą Północną tworzyła listy wyborcze Bieguna Wolności (Sojusz Narodowy w tych regionach startował oddzielnie). W części regionów listy centroprawicy wspierane były też przez środowisko radykałów skupione wokół Marca Pannelli.
Drugi blok powstał wokół obu ugrupowań postkomunistycznych. Sojusz Postępowców, zawiązany przez Achille Occhetto, tworzyły wywodzące się z PCI Demokratyczna Partia Lewicy i Odrodzenie Komunistyczne, zmarginalizowana Włoska Partia Socjalistyczna, antykorupcyjny Ruch na rzecz Demokracji – Sieć, Federacja Zielonych, Sojusz Demokratyczny (utworzony w 1993 przez dawnych republikanów i komunistów), Społeczni Chrześcijanie (utworzona w 1993 przez dawnych chadeków).
Trzeci sojusz wyborczy pod nazwą Pakt dla Włoch zawiązały największa z powstałych po rozwiązaniu chadecji formacja, tj. Włoska Partia Ludowa, a także ugrupowanie Pakt Segniego, zorganizowany przez Mariotta Segniego i kilka centrowych ugrupowań (w tym PRI).
W wyborach zwycięstwo odniosła centroprawica, jednak gabinet Silvia Berlusconiego wkrótce upadł przez wycofanie się z niego Ligi Północnej. Niemożność stworzenia większości rządowej doprowadziła do kolejnych przedterminowych wyborów w 1996.

## Wyniki

### Wybory do Izby Deputowanych XII kadencji
Kwota proporcjonalna
| Lista wyborcza                     | Głosy      | %     | Miejsca |
| ---------------------------------- | ---------- | ----- | ------- |
| Forza Italia-CCD                   | 8 136 135  | 21,01 | 30      |
| Demokratyczna Partia Lewicy        | 7 881 646  | 20,36 | 38      |
| Sojusz Narodowy                    | 5 214 133  | 13,47 | 23      |
| Włoska Partia Ludowa               | 4 287 172  | 11,07 | 29      |
| Liga Północna                      | 3 235 248  | 8,36  | 11      |
| Odrodzenie Komunistyczne           | 2 353 946  | 6,05  | 11      |
| Pakt Segniego                      | 1 811 814  | 4,68  | 13      |
| Lista Pannelli                     | 1 359 283  | 3,51  | –       |
| Federacja Zielonych                | 1 047 268  | 2,70  | –       |
| Włoska Partia Socjalistyczna       | 849 429    | 2,19  | –       |
| Ruch na rzecz Demokracji – Sieć    | 719 841    | 1,86  | –       |
| Sojusz Demokratyczny               | 456 114    | 1,18  | –       |
| SVP                                | 231 842    | 0,60  | –       |
| Socjaldemokracja na rzecz Wolności | 179 495    | 0,46  | –       |
| Pozostałe                          | 953 677    | 2,5   | –       |
| Razem                              | 38 717 043 | 100   | 155     |

Okręgi jednomandatowe
| Lista wyborcza                     | Głosy      | %     | Miejsca |
| ---------------------------------- | ---------- | ----- | ------- |
| Sojusz Postępowców                 | 12 632 680 | 32,81 | 164     |
| Biegun Wolności                    | 8 767 720  | 22,77 | 164     |
| Pakt dla Włoch                     | 6 019 038  | 15,63 | 4       |
| Biegun Dobrego Rządu               | 5 732 890  | 14,89 | 129     |
| Sojusz Narodowy                    | 2 566 848  | 6,66  | 8       |
| Forza Italia-CCD                   | 679 154    | 1,76  | 1       |
| Lista Pannelli                     | 432 666    | 1,12  | –       |
| SVP                                | 188 017    | 0,49  | 3       |
| Socjaldemokracja na rzecz Wolności | 147 493    | 0,38  | –       |
| Pozostałe                          | 1 337 652  | 3,49  | –       |
| Razem                              | 38 504 158 | 100   | 475     |

### Senat XII kadencji
| Lista wyborcza              | Głosy      | %     | Jednomandatowe | Proporcjonalne | Razem |
| --------------------------- | ---------- | ----- | -------------- | -------------- | ----- |
| Sojusz Postępowców          | 10 881 320 | 32,90 | 96             | 26             | 122   |
| Biegun Wolności             | 6 570 468  | 19,87 | 74             | 8              | 82    |
| Pakt dla Włoch              | 5 526 090  | 16,69 | 3              | 28             | 31    |
| Biegun Dobrego Rządu        | 4 544 573  | 13,74 | 54             | 10             | 64    |
| Sojusz Narodowy             | 2 077 934  | 6,28  | –              | 8              | 8     |
| Lista Pannelli-Reformatorzy | 767 765    | 2,32  | –              | 1              | 1     |
| Partia Emerytów             | 250 637    | 0,76  | –              | –              | –     |
| Liga Lombardzka Alpejska    | 246 046    | 0,74  | –              | 1              | 1     |
| SVP                         | 217 137    | 0,66  | 3              | –              | 3     |
| Liga Autonomii Wenecji      | 165 370    | 0,50  | –              | –              | –     |
| Forza Italia-CCD            | 149 965    | 0,45  | –              | 1              | 1     |
| Pozostałe                   | 1 684 244  | 5,09  | 2              | –              | 2     |
| Razem                       | 33 081 549 | 100   | 232            | 83             | 315   |

## Podział miejsc pomiędzy partie
| Lista                                | Izba Deputowanych | Senat |
| ------------------------------------ | ----------------- | ----- |
| Forza Italia                         | 107               | 34    |
| Sojusz Narodowy                      | 109               | 48    |
| Liga Północna                        | 117               | 60    |
| Centrum Chrześcijańsko-Demokratyczne | 27                | 12    |
| Lista Pannelli                       | 6                 | 2     |
| Listy centroprawicy łącznie          | 366               | 156   |
| Demokratyczna Partia Lewicy          | 109               | 75    |
| Odrodzenie Komunistyczne             | 39                | 18    |
| Federacja Zielonych                  | 11                | 7     |
| Włoska Partia Socjalistyczna         | 14                | 6     |
| Ruch na rzecz Demokracji – Sieć      | 6                 | 6     |
| Sojusz Demokratyczny                 | 18                | 10    |
| Społeczni Chrześcijanie              | 5                 | –     |
| Niezależni                           | 11                | –     |
| Sojusz Postępowców łącznie           | 213               | 122   |
| Włoska Partia Ludowa                 | 33                | 31    |
| Pakt Segniego                        | 13                | –     |
| Pakt dla Włoch łącznie               | 46                | 31    |
| SVP                                  | 3                 | 3     |
| Na rzecz Valléé d’Aoste              | 1                 | 1     |
| Liga Akcji Południowej               | 1                 | –     |
| Liga Lombardzka Alpejska             | –                 | 1     |
| Grupa Magrisa                        | –                 | 1     |
| Razem                                | 630               | 315   |